# Brđani (Pleterniceszentmiklós)
Brđani falu Horvátországban, Pozsega-Szlavónia megyében. Közigazgatásilag Pleterniceszentmiklóshoz tartozik.

## Fekvése
Pozsegától légvonalban 18, közúton 23 km-re délkeletre, községközpontjától légvonalban 7, közúton 11 km-re délkeletre, a Dilj-hegység nyugati részén, a Gnojnica-patak völgye felett fekszik. Északról Mihaljevići, délről Ravan, keletről Bercsény, délnyugatról Bilice falvak határolják.

## Története
Területe már az ókorban lakott volt, határában ókori lelőhely található. A mai település valószínűleg a török kiűzése után keletkezett Odvorci hajdútelepülés (pagus haydonicalis) részeként határőrszolgálatra kötelezett hajdúk betelepítésével. A bródi határőrezredhez tartozott. Neve hegyen lakókat jelent. Az első katonai felmérés térképén „Dorf Berdjani” néven található. Lipszky János 1808-ban Budán kiadott repertóriumában „Berdyani” néven szerepel.  
Nagy Lajos 1829-ben kiadott művében „Bergyani” néven összesen 26 házzal, 129 ortodox vallású lakossal találjuk. 
1857-ben 148, 1910-ben 135 lakosa volt. Pozsega vármegye Bródi járásának része volt. Az első világháború után 1918-ban az új szerb-horvát-szlovén állam, majd később (1929-ben) Jugoszlávia része lett. 1991-től a független Horvátországhoz tartozik. 1991-ben lakosságának 99%-a horvát nemzetiségű volt. A településnek 2011-ben 49 lakosa volt.

## Lakossága
| Lakosság változása | Lakosság változása | Lakosság változása | Lakosság változása | Lakosság változása | Lakosság változása | Lakosság változása | Lakosság változása | Lakosság változása | Lakosság változása | Lakosság változása | Lakosság változása | Lakosság változása | Lakosság változása | Lakosság változása | Lakosság változása |
| ------------------ | ------------------ | ------------------ | ------------------ | ------------------ | ------------------ | ------------------ | ------------------ | ------------------ | ------------------ | ------------------ | ------------------ | ------------------ | ------------------ | ------------------ | ------------------ |
| 1857               | 1869               | 1880               | 1890               | 1900               | 1910               | 1921               | 1931               | 1948               | 1953               | 1961               | 1971               | 1981               | 1991               | 2001               | 2011               |
| 148                | 125                | 108                | 119                | 139                | 135                | 132                | 149                | 169                | 178                | 170                | 116                | 100                | 68                 | 52                 | 49                 |

(1948-ig Odvorci településrészeként, 1953-tól önálló településként.)